# Mesoleuca costipannaria
Mesoleuca costipannaria là một loài bướm đêm trong họ Geometridae.